# Сахаров, Дмитрий Антонович
Дми́трий Анто́нович Сахаров, творческий псевдоним — Дми́трий Су́харев (1 ноября 1930, Ташкент — 11 ноября 2024, Москва) — советский и российский учёный-нейробиолог, а также поэт, переводчик, один из зачинателей авторской песни на биофаке МГУ (автор слов песен, исполнявшихся другими). Доктор биологических наук (1973). Лауреат Государственной премии имени Булата Окуджавы (2001). 

## Биография
Окончил Московский государственный университет им. М. В. Ломоносова (1953).
В 1957 году защитил кандидатскую диссертацию на тему «Закономерности онтогенетического формирования моторики амфибий (в связи с критическим анализом этологической концепции нервной деятельности)».
Доктор биологических наук (1973, тема диссертации «Медиаторная специфичность нейронов: происхождение и эволюция»).
В 1995 году избран действительным членом Российской академии естественных наук (РАЕН). Предложил новую модель работы мозга, отличную от считавшейся верной ранее, данная модель впоследствии была подтверждена исследованиями. В связи с этим открытием награждён медалью ордена "За заслуги перед Отечеством" II степени (2022).
Со студенческих лет активно участвовал в песенной самодеятельности агитбригады биологического факультета МГУ имени М.В.Ломоносова, сочинял стихи и песни, как самостоятельно, так и в соавторстве с однокурсниками — Геном Шангиным-Березовским, Лялей Розановой и другими. Как поэт выступал под псевдонимом Дмитрий Сухарев.
Его называли одним из признанных классиков жанра авторской песни. На стихи Сухарева писали песни В. Берковский, С. Никитин, Г. Шангин-Березовский, А. Дулов, В. Борисов и другие. У Дмитрия Сухарева вышло несколько поэтических сборников.
Память детства о парнях чуть старше себя, отправившихся в 1941 г. из военкомата прямо на фронт «с бритыми навечно головами», поэт обессмертил в своей самой пронзительной и любимой в народе песне «Вспомните, ребята!» — на музыку друга всей жизни, барда Виктора Берковского.
Песня «Александра» на стихи Сухарева звучит в фильме «Москва слезам не верит» (1979).
Росту известности Дмитрия Сухарева способствовало его участие в театральном проекте — в соавторстве с композитором Сергеем Никитиным поэт написал по пьесе Чехова «Предложение» одноимённый мюзикл, впервые поставленный в 1989 году в театре «Третье направление» Олегом Кудряшовым. О спектакле писали газеты «Советская культура» (В. Потапов «Движение в разные стороны»)   и «Московский комсомолец» (Юлий Смелков, «Тихое счастье окнами в сад»,  11 апреля 1989). Большой успех имела позднее постановка  в театре «Школа современной пьесы» И. Райхельгауза под названием «А чой-то ты во фраке?» (1992).
Другое совместное творение Никитина и Сухарева — водевиль «Жена-интриганка, или Актёры меж собой» (1996), много лет с успехом представляла по городам России и Ближнего зарубежья антреприза Ирины Муравьёвой.
Его стихотворение «Окликни улицы Москвы» звучит в фильме «Про жену, мечту и ещё одну…».
Составил антологию авторской песни, вышедшую в 2002 и 2004 гг.
Умер в возрасте 94 лет. Прах захоронен на Донском кладбище.

## Семья
Бабушка со стороны матери, Любовь Сауловна Павлова (в девичестве Айзеншер, 1883—1952), была первым браком замужем за поэтом-сатириком и журналистом Михаилом Яковлевичем Пустыниным.
Был женат. Дочь Анна. В 2023 году Дмитрий Сухарев похоронил 66-летнего сына Петра Дмитриевича Сахарова, а в начале пандемии — 33-летнего внука.

## Некоторые труды
- Н. М. Артёмов, Д. А. Сахаров. Хачатур Седракович Коштоянц, 1900-1961 / Отв. ред. Т. М. Турпаев. — М.: Наука, 1986. — 219 с. — (Научно-биографическая сер.).

По нейроэтологии
- В. Е. Дьяконова, Д. А. Сахаров. Пострефлекторная нейробиология поведения. — М.: Языки славянской культуры, 2019. — 594 с. — ISBN 978-5-907117-52-5.

По авторской песне
- Авторская песня. Антология / Составитель Д. А. Сухарев. — Екатеринбург: У-Фактория, 2002. — 1024 с. — ISBN 978-5-94799-282-5.

## Награды
- Медаль ордена «За заслуги перед Отечеством» II степени (12 октября 2022 года) — за большой вклад в развитие науки и многолетнюю добросовестную работу[15].
- Государственная премия имени Булата Окуджавы (25 апреля 2001 года)[16].